# Luxury Disease
『Luxury Disease』（ラグジュアリー・ディジーズ）はONE OK ROCKの10枚目のオリジナル・アルバム。2022年9月9日に全世界同時発売された。

## 概要
前作『Eye of the Storm』より、およそ3年半ぶりとなるオリジナル・アルバム。映画『るろうに剣心 最終章 The Final』の主題歌である『Renegades』や、先行配信シングルである『Save Yourself』などを含む全13曲となっている。日本盤ではさらに2曲を含む全15曲となっている。また、日本盤の初回限定盤にはアコースティックセッションの模様を収録したDVDが付く。
前作と同じく、冒頭のイントロダクション・ラストナンバーのボーナストラックは収録されていない。

タイトルは第1作目のアルバムタイトル「ゼイタクビョウ」を英語に訳したものあり、「自分達が日本でやって来たことを海外でも行う」「初心に帰る」という意味が込められている。

## チャート成績
日本盤は初週で7.0万枚を売り上げ、週間アルバムチャート（2022年9月13日付）で首位を獲得。その際、海外盤もアルバムチャート6位を獲得していた。

## 収録曲

### Japanese Version
1. Save Yourself
  - テレビCM『セイコー・プロスペックス』「SHO-TIME」篇テーマソング。2022年6月24日に先行配信された。
2. Neon
  - パラマウント・ピクチャーズおよび東和ピクチャーズ配給映画『ソニック×シャドウ TOKYO MISSION』(原題：Sonic the Hedgehog 3) 劇中歌
3. Vandalize
  - PlayStation 5、PlayStation 4、Nintendo Switch、Xbox Series X/S、Xbox One、PC向けソフト『ソニックフロンティア』エンディングテーマ。こちらに提供されたバージョンでは、一部の歌詞が違っている。
4. When They Turn the Lights On
5. Let Me Let You Go
6. So Far Gone
7. Prove
  - テレビ東京系アニメ『BEYBLADE X』オープニングテーマ
8. Mad World
9. Free Them (feat. Teddy Swims)
10. Renegades
  - ワーナー・ブラザース配給映画『るろうに剣心 最終章 The Final』主題歌
11. Outta Sight
12. Your Tears are Mine
13. Wonder
  - テレビCM『アサヒスーパードライ』「新スーパードライ、始まる」篇テーマソング
14. Broken Heart of Gold
  - ワーナー・ブラザース配給映画『るろうに剣心 最終章 The Beginning』主題歌
15. Gravity (feat. Satoshi Fujihara）[OFFICIAL HIGE DANDISM]

### International Version
1. Save Yourself
2. Neon
3. Vandalize
4. When They Turn the Lights On
5. Let Me Let You Go
6. So Far Gone
7. Prove
8. Mad World
9. Free Them (feat. Teddy Swims)
10. Renegades
11. Outta Sight
12. Your Tears Are Mine
13. Wonder

## 演奏
- Rachel White, Brendon Urie：Additional Vocals (#2.4.12)
- Jake Sinclair
  - Additional Vocals (#2.4.12)
  - Additional Bass (#2.4)
- Mike Viola：Additional Vocals & Additional Guitar (#2.4)
- Mark Stepro：Additional Drums (#2.4)
- Bob Mathes：Piano, Horn Arrangement (#2)
- Jeff Nelson：Bass Trombone (#2)
- Nate Mayland：Trombone (#2)
- Scott Kreitzer：Tenor Sax (#2)
- Dave Mann：Alto Sax (#2)
- Tony Kadleck：Trumpet (#2)
- Jeff Kievit：Trumpet & Piccolo Trumpet (#2)
- Jamie Muhoberac：Keyboards (#2.6.10.12.13.14)
- Dan Lancaster：Guitars, Keyboards, Programming & Backing Vocals (#7.15)
- David Campbell：Orchestral Arrangement (#10.14)
- Janee "JIN JIN" Bennett：Backing Vocals (#10.13)
- Pete Nappi, Andrew Wells：Additional Programming (#10)